# Mina Witkojc
 (avril 2018).
Si vous disposez d'ouvrages ou d'articles de référence ou si vous connaissez des sites web de qualité traitant du thème abordé ici, merci de compléter l'article en donnant les références utiles à sa vérifiabilité et en les liant à la section « Notes et références ».
Mina Witkojc, (en allemand : Wilhelmine Wittka), née le 28 mai 1893 à Burg dans le Brandebourg en Basse-Lusace et morte le 11 novembre 1975 à Kolkwitz, poétesse et journaliste allemande d'origine sorabe.

## Biographie
Mina Witkojc a été scolarisée jusqu'en 1907 à l'école primaire de Burg. Elle a travaillé jusqu'en 1917 à Berlin en tant que femme de chambre, fleuriste, puis dans l'industrie de défense. De 1918 à 1921, elle était un journalier à Burg.
Pendant l'été 1921, elle rencontre un groupe d'intellectuels tchèques et du Haute-Lusace en voyage dans la région du Spreewald. Elle rédige son premier poème sur cette rencontre linguistique entre bas-sorabe et haut-sorabe. À la suite de cette rencontre, elle s'installe à Bautzen et devient journaliste au journal Casnik Serbski. Elle fait alors la rencontre de nombreux écrivains et intellectuels sorabes, tels que Arnost Muka et Jan Cyž
En 1926, elle a pris part au Congrès de Genève des minorités européennes. En 1930, elle participe à la réunion organisé par le mouvement tchèque Sokol en Yougoslavie. 
Au cours de cette période de l'entre-deux-guerres, des années 1920 et 1930, elle a traduit des auteurs slaves en langue sorabe, notamment Božena Němcová et Petr Bezruč.
En 1933, le régime nazi lui interdit d'écrire. Elle se retrouve au chômage à Bautzen. En 1936, elle retourne dans son village natal de Burg où elle reprend son travail de journalier dans l'agriculture. 
En 1941, suspectée par les Nazis d'être une militante du Panslavisme, elle se voit interdite de séjour dans le district de Dresde, puis en 1942 sur tout le territoire de la Lusace. Elle s'installe alors à Erfurt où elle travaille chez un pépiniériste. Elle rédigea un poème sur son séjour à Erfurt "Erfurtske spomnjeśa" ("Mémoires d'Erfurt").
Après la Seconde Guerre mondiale, elle est embauchée par l'organisme sorabe Domowina. Arrêtée provisoire par le régime communiste, en raison de sa participation aux activités politiques en Basse-Lusace pro-sorabe au moment de l'agitation pro-tchèque, elle part rejoindre la diaspora sorabe en Tchécoslovaquie, d'abord dans la ville frontalière de Varnsdorf, puis à Prague où elle résidera jusqu'en 1954. Portant un an plus tard, en 1948, le régime autorisera les activités politiques des Sorabes. 
En 1954, elle revint s'installer dans son village de Burg. Elle reprendra son activité de journaliste dans le journal de langue sorabe, Casnik Serbski.
En 1955, elle publia un recueil de poèmes "swětłu K a słyńcu" ("À la lumière du Soleil"), qui relate l'esprit communautaire slave des années 1920/1930.
Mina Witkojc fut la pionnière pour l'écriture poétique dans la langue bas-sorabe comme le fut de son côté, dans un rôle similaire de pionnier, l'écrivain Jakub Bart-Ćišinski pour le haut-sorabe.

## Œuvres
- Dolnoserbske basni (poèmes en bas-sorabe), Bautzen 1925
- kwětkow błośańskich Wěnašk (Un bouquet de fleurs du Spreewald), Bautzen 1934
- swětłu K a słyńcu (À la lumière du Soleil), Berlin 1955
- Prědne kłoski (premiers épis de maïs, coauteur), Berlin, 1958
- casnikarki drogach Po (Recueil de poésies en prose, éd: Kito Lorenc), Bautzen 1964,  (ISBN 3-7420-0281-3)
- Écho de la Forêt de la Spree (Poèmes, éd: Christiane Pinilla, traduction GV: Elke Nagel), Bautzen 2001,  (ISBN 3-7420-1857-4)
- Pśedsłowo k antologiji Jadna z non-jo šołtowka: noweje Literatury dolnoserbskeje antologija (Préface "anthologie de la littérature moderne bas-sorabe") Budyšyn/Bautzen 1971